# Давид ди Донателло 1964
9-я церемония вручения наград премии «Давид ди Донателло» состоялась 26 июля 1964 года в Театре в Тавромении.

## Номинанты и победители

### Лучшая режиссура
- Пьетро Джерми — Соблазнённая и покинутая

### Лучший продюсер
- Карло Понти — Вчера, сегодня, завтра (ex aequo)
- Франко Кристальди — Соблазнённая и покинутая (ex aequo)

### Лучшая женская роль
- Софи Лорен — Вчера, сегодня, завтра

### Лучшая мужская роль
- Марчелло Мастроянни — Вчера, сегодня, завтра

### Лучшая иностранная актриса
- Ширли Маклейн — Нежная Ирма

### Лучший иностранный актёр
- Питер О’Тул — Лоуренс Аравийский (ex aequo)
- Фредрик Марч — Семь дней в мае (ex aequo)

### Лучший иностранный фильм
- Лоуренс Аравийский, режиссёр Дэвид Лин

### Targa d’oro
- Марио Чекки Гори
- Катрин Спаак
- Universal International